# Porphyrinia striantula
Porphyrinia striantula là một loài bướm đêm trong họ Noctuidae.